# Pierre Malvy
Pour les articles homonymes, voir Malvy.
Pierre Malvy (né le 5 juin 1909 à Oran (Algérie française) et mort le 10 janvier 1999 à Ajaccio) est un haut fonctionnaire et homme politique français.

## Biographie
Né le 5 juin 1909 à Oran, fils du sous-préfet Camille Malvy, Pierre Malvy fait carrière dans l'administration préfectorale. Il est préfet de la Guyane (1955-1957), de la Meuse (1957-1959) et du Tarn (1959-1966).
De 1967 à 1973, il est détaché auprès du gouvernement de Monaco comme conseiller de gouvernement pour l'Intérieur.